# ربو
الرَّبْو هو مرض التهابي مُزمن شائِع، يُصيب الشُعب الهوائية في الرئتين. يَتميز بحدوثِ أعراضٍ مُتغيرةٍ مُتكررة، مع حدوثِ تشنجٍ قصبي وانسدادٍ في المسلك الهوائي قابلٍ للانعكاس، كما تشمل الأعراض نوباتٍ من الأزيز والسُعال وضيق النفس والصدر، وقد تحدثُ هذه النوبات عدةَ مراتٍ في اليوم أو في الأسبوع، وقد تَزدادُ سواءً في الليل أو مع ممارسةِ الرياضة، وهذا كُله يعتمد على الشَخص المُصاب.
يُعتقد أنَّ الربو يحدث بسبب مجموعةِ عوامل وراثية وبيئية، ويُعتبر التعرض لتلوث الهواء ومولدات الحساسية من العوامل البيئية، كما أنَّ الأسبرين ومحصرات البيتا من العوامل المُثيرة لحدوث الربو. عادةً ما يعتمد تشخيص الربو على نمط الأعراض والاستجابة للعلاج على طول الوقت، كما يُستخدم قياس التنفس في التشخيص. يُصنف الربو بناءً على تكرار الأعراض، والحجم الزفيري القسري في ثانية واحدة (FEV1)، ومعدل ذروة التدفق الزفيري، وقد يُصنف أيضًا اعتمادًا على التأتب أو عدم التأتب، حيثُ يُشير التأتب إلى الجاهزية لحدوث فرط التحسس من النمط الأول.
لا يوجد عِلاج جذريّ للرَّبو، لكن يمكن منع الأعراض بتجنُّب المُحرِّضات مثل المُسْتَأرِجات والمُهَيِّجات وباستعمال الستِيرويداتِ القِشْرِيَّة الاستنشاقيَّة. يمكن استعمال ناهضات بيتا مديدة المَفعول (LABA) أو العوامِل المُضادَّة للوكوترين بالتشارُك مع الستِيرويداتِ القِشْرِيَّة الاستنشاقيَّة إذا لم نستطع التحكُّم بأعراض الرَّبو. وعادةً ما تُعالَج الأعراض المُتفاقِمة السُّوء بسرعة باستعمال ناهضات-بيتا2 الأَدْرينِيَّة قصيرة المفعول مثل سالبوتامول والستِيرويداتِ القِشْرِيَّة الفمويَّة، وفي الحالات الشديدة تعطى الستِيرويداتِ القِشْرِيَّة الوريديَّة وكبريتات المغنسيوم وقد تلزم الإقامة بالمُستشفى.
تخطَّى عدد مرضى الرَّبو في عام 2015 عالميًّا 358 مِليون شخص مقارنةً بـ 183 مليون في عام 1990، حيث سَبَّب حوالي 397,100 حالة وفاة سنة 2015، وحدث أغلبها في الدُّول النَّامية. غالبًا ما يبدأ المرض في مرحلة الطفولة. ولقد زادت مُعَدَّلات حدوث نوبات الرَّبو على نحوٍ مَلحوظ منذ الستينيَّات ~1960. عَرَف المِصريون القُدماء الرَّبو، وأُخِذَت التسمية الإنجليزية «asthma» من الكلمة الإغريقيّة ἅσθμα
وتلفظ «ásthma» والَّتي تعني «اللُّهاث».

## الأعراض والعلامات
يَتميز الربو بحدوثِ نوباتٍ مُتكررة من الأزيز والسُعال وضيق النفس والصدر، كما قد تُنتج الرئتين البَلغَم عن طريق السُعال ولكن غالبًا يَصعُب ظهوره، أما أثناءِ الشِفاء من النوبة، فإنهُ قد يبدو شبيهًا بالقيح؛ بسببِ المستوياتِ العالية لخلايا الدمِ البيضاء والتي تُسمى الحَمِضات. عادةً ما تكونُ الأعراضُ أسوأ في الليل وفي الصباحِ الباكر، أو تزدادُ سوءً أثناء التمرينِ أو التعرضِ لهواءٍ بارد. بعضُ المُصابين بالربو نادرًا ما تحدثُ لهم الأعراض، ولكن بعضٌ آخر قد تحدث لهم أعراضٍ ملحوظة ومستمرة.

### حالاتٌ طبية مرتبطة
تحدثُ بعضُ الحالات الصِحية الأُخرى بشكلٍ مُتكررٍ في الأشخاصِ الذين يعانون من الربو، ومنها الارتجاعُ المعدي المريئي والتهاب الجيوب وانقطاع النفس الانسدادي النومي، كما أنهُ من الشائعِ حدوث الاضطرابات النفسية أيضًا، حيثُ إنَّ اضطرابات القلق تحدثُ في 16–52% واضطرابات المزاج في 14–41%، وعلى الرغم من ذلك، إلا أنهُ من غير المعروف إن كان الربو يُسبب الاضطرابات النفسية؛ أمَّ أنّ الاضطرابات النفسية تُسبب الربو. الأشخاص المُصابون بالربو، وخاصةً إذا كان الربو غير مضبوط جيدًا، فإنهُم مُعرضون بشكلٍ كبير لردودِ فعلٍ سيئة تُجاه المواد الظليلة (العتيمة للأشعة).

## الأسباب
يَحدث الربو نتيجةً لمجموعةٍ من ردودِ الفعل البيئية والوراثية المُعقدة غير المفهومة كاملًا، حيثُ تؤثرُ على حدةِ واستجابة الربو للعلاج. يُعتقدُ بأنَّ الزيادةَ الأخيرة في معدلاتِ الربو؛ ترجعُ إلى تَغيُراتٍ في عواملِ التخلق المتوالي (عواملُ وراثية تختلفُ عن تلكَ العوامل المرتبطة بتسلسل الحمض النووي الريبوزي منقوص الأكسجين) وفي بيئة المعيشة. عادةً ما يرتبطُ ظهور الربو قبل سن 12 عامًا بعواملِ جينية، أما ظُهوره بعد 12 عامًا يكونُ بسببِ عوامل بيئية.

### البيئية
تَرتبطُ العديدُ من العواملِ البيئية مع تَطور وتفاقم الربو، وتتضمن مولداتِ الحساسية وملوثاتِ الهواء والمواد الكيمائية البيئية الأُخرى. يرتبطُ التدخينُ أثناءَ الحمل وبعدَ الولادة بخطرِ حدودثِ أعراضٍ مُشابهةٍ للربو. يُعتبر انخفاضُ جودةِ الهواء بسببِ بعض العواملِ كالتلوث الناجمِ عن المركبات أو ارتفاعُ مستوياتِ الأوزون، من العواملِ المؤثرةِ على تطورِ الربو وزيادةِ شدته، حيثُ وجدَ أنَّ أكثرَ من نصفِ حالات الأطفال المُصابين بالربو في الولايات المتحدة تحدثُ في المناطقِ ذات جودةِ الهواءِ الأقل من معاييرِ وكالة حماية البيئة الأمريكية، ويزدادُ انخفاضُ جودةِ الهواء في المجتمعاتِ ذاتِ الدخل المنخفض والأقليات.

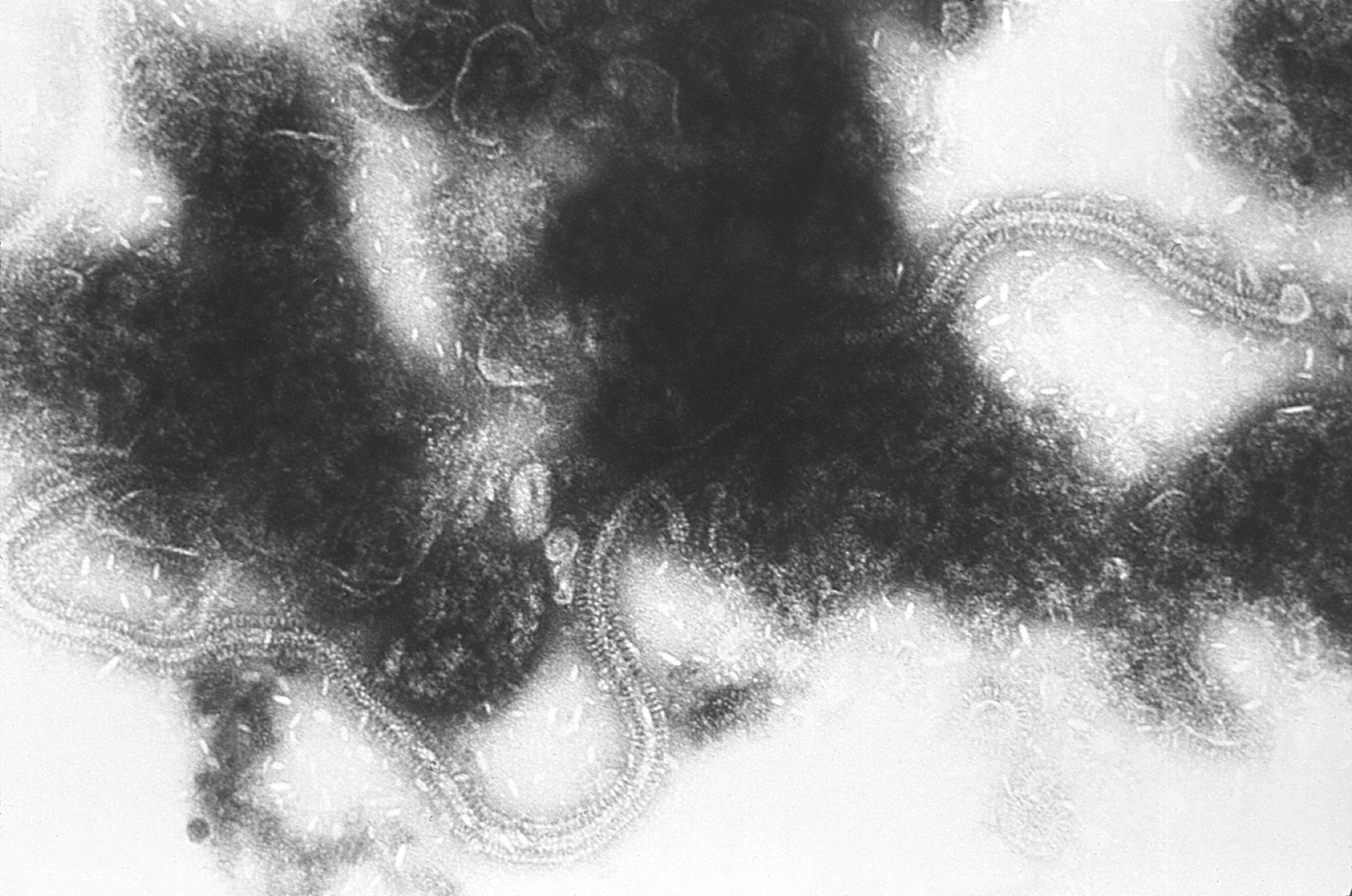
صُورة للفيروس التنفسي المخلوي البشري بواسطة مجهر إلكتروني نافذ

قد يكونُ التعرضُ للمركباتِ العضوية المُتطايرة في الأماكنِ المُغلقة من مُحفزاتٍ حدوث الربو، فمثلًا، التعرضُ للفورمالدهيد لهُ صلةٌ إيجابية مع حدوثِ الربو، كما أن بعض الفثالات الموجودة في أنواعٍ مُعينة من الكلوريدات مُتعددة الفاينيل ترتبطُ مع حدوثِ الربو في الأطفال والبالغين، أما العلاقة بينَ التعرضُ لمبيدات الآفات وحدوث الربو، فلا تزالُ غير واضحة حتى الآن.
تُوجد علاقةٌ بين الربو واستعمال دواء الأسيتامينوفين (الباراسيتامول)، ولكن جميع الأدلة لا تدعمُ ذلك، ولكنها تدعمُ دورًا سببيًا. وجدت مُراجعة سنة 2014 أنَّ هذه العلاقة قد اختفت عندَ أخذِ حدوث العدوى التنفسية في الاعتبار، كما أنَّ استخدام الأمِ له أثناءَ الحمل يرتبط مع زيادةِ خطر حدوث التوتر النفسي أثناءَ الحمل.
يرتبطُ حدوث الربو مع التعرضِ لمولدات الحساسية في الأماكنِ المُغلقة، والتي تتضمن العَفن وعثة الغبار والصراصير والوَبَغ الحيواني (أجزء من فراء أو ريش الحيوانات). وُجدت طرقٌ لتقليل فعالية عثِ الغبار، بحيث تُصبح غير فعالة في إظهار أعراض المواضيع الحساسة. أنواعٌ معينة من عداوى الفيروسات التنفسية مثل الفيروس الأنفي والفيروس المخلوي التنفسي، قد تزيدُ من خطرِ حدوث الربو في الأطفال الصغار، ولكن أنواعٌ أخرى من العداوى قد تُقلل من خطرِ حدوث الربو.

#### الفرضية الصحية
تُحاول الفرضية الصحية تفسيرَ زيادةِ معدلاتِ الربو عالميًا، كنتيجةٍ مُباشرةٍ غير مقصودة لانخفاضِ التعرض للبكتيريا والفيروسات غير المُسببة للمرض في مرحلةِ الطفولة. اقتُرحَ أنَّ انخفاض التعرض للبكتيريا والفيروسات حدثَ كنتيجةٍ جزئيةٍ لزيادةِ النظافة وانخفاضِ حجم الأسرة في المُجتمعات الحديثة، كما أنَّ التعرض لذيفان البكتيريا الداخلي في مرحلة الطفولة المُبكرة، قد يُساعدُ على منع حدوث الربو، ولكن التعرض في سنٍ أكبر قد يُحفز حدوث التضيق القَصبي. هُناك أدلةٌ أخرى تدعم الفرضية الصحية، وتتضمن انخفاضَ معدلاتِ الربو في المزارعِ والأسر التي تمتلكُ حيواناتٍ أليفة.
يرتبطُ استعمالُ المضادات الحيوية مُبكرًا في الحياة مع حدوث الربو. أيضًا وجد أنَّ الولادة القيصرية ترتبط مع زيادةِ خطر حدوث الربو (حوالي 20-80%)؛ تُعزى هذه الزيادة إلى نقصِ المستعمراتِ البكتيرية الطبيعية والتي يكتَسِبها المَولود أثناء مروره عبر قناةِ الولادة. هُناك أيضًا علاقةٌ بين الربو ومستوى ترفِ حياة الفرد، والتي قد ترتبط بالفرضية الصحية؛ لأنَّ الأفراد الأقل ترفًا غالبًا ما يكونون أكثرَ عُرضةً للبكتيريا والفيروسات.

### الجينية
| مستويات الذيفان الداخلي | النمط الجيني CC | النمط الجيني TT |
| ----------------------- | --------------- | --------------- |
| تعرض عالي               | خطر منخفض       | خطر مرتفع       |
| تعرض منخفض              | خطر مرتفع       | خطر منخفض       |

يُعد التاريخ العائلي من عواملِ خطر حدوثِ الربو، كما أنَّ هُناك العديد من الجينات المؤَثِرة. إذا كانَ أحد التوأمَين المُتماثلَين مُصابًا، فإنَّ احتمال إصابة الآخر بالمرض حوالي 25%. في نهايةِ عام 2005، حُدد ارتباطُ 25 جين بالربو في ست مجموعاتٍ سكانية مُنفصلة أو أكثر، وتتضمن ناقلة سلفيد الجلوتاثيون مو 1 (GSTM1) وإنترلوكين-10 (IL10) والبروتين المرتبط بالخلايا اللمفاوية التائية السامة 4 (CTLA-4) والنوع الخامس من كازال مثبط بروتياز السيرين (SPINK5) ومخلق لوكوتريين سي4 (LTC4S) ومستقبل الإنترلوكين-2 (IL4R) ونطاق الديسنتجرين والبروتيناز الفلزي المحتوي على البروتين 33 (ADAM33) وغيرها. ترتبط العديدُ من هذه الجينات مع الجهازِ المناعي أو الالتهاب المُحور، وعلى الرغم من تدعيم قائمة الجينات هذه بدراساتٍ مُتكررة كثيرة، إلا أنَّ النتائج لم تكن مُتسقة بين جميع السُكان الذين اختُبروا. في عام 2006 رُبط أكثر من 100 جين مع الربو في دراسةِ الترابط الجيني وحده، كما يُمكن العثور على أكثر من ذلك باستمرار الدراسة.
قد تُسبب بعضُ المتغيرات الجينية الربو فقط في حالِ اجتماعِها مع تعرضٍ بيئيٍ مُحدد، ومثالُ ذلك تعدد أشكال النوكليوتيدات المفردة في منطقةِ عنقود تمايز 14 (CD14) والتعرضُ لذيفانٍ داخلي (منتَجٌ بكتيري)، حيثُ إنَّ التعرض للذيفانِ الداخلي يُمكن أن يحدثَ من عدةِ مصادرَ بيئية والتي تتضمنُ التدخين والكلاب والمزارع، وبعد ذلك يُحدد خطرُ الإصابة بالربو عن طريقِ جيناتِ الشخص ومستوى تعرضه للذيفان الداخلي.

### حالات طبية

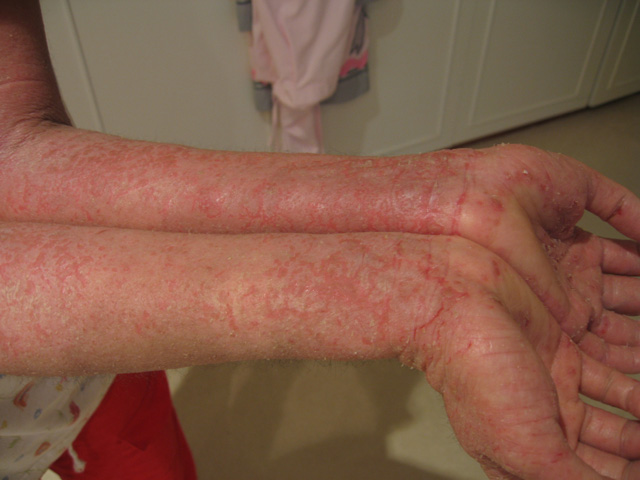
التهاب جلدي نموذجي للتأتب

التأتب هيَ حالةٌ تتضمن ثالوثًا طبيًا من الربو والتهاب الجلد التأتبي وحساسية الأنف، وتُعتبر الأمراض التأتبية أقوى عاملِ خطرٍ لحدوث الربو، ويزداد الخطرُ كثيرًا في حال وجودِ إكزيما وحمى الكلأ. يرتبطُ الربو مع الورام الحبيبي والتهاب الأوعية (المعروف سابقًا باسم متلازمة شيرغ-ستراوس)، وهو مرضٌ مناعيٌ ذاتي مع التهابٍ وعائي. قد يُعاني بعض الأفراد المُصابون بأنواعٍ معنية من الشرى من أعراضِ الربو.
هُناك علاقةٌ مُتبادلة بين السمنة وخطرِ حدوث الربو مع زيادة كلٍ منهما في السنواتِ الأخيرة، حيثُ قد تكونُ هناك العديد من العوامل التي تلعبُ دورًا، ومنها انخفاضُ وظائف الجهاز التنفسي نتيجةً لتراكمِ الدهون، أيضًا حقيقة أنَّ الأنسجة الدهنية تؤدي إلى حالةٍ معززة للالتهاب.
يُمكن للأدوية مُحصرة البيتا مثل البروبرانولول أن تُحفز حدوث الربو في الأشخاص المُعرضين للإصابة، وعلى الرغمِ من ذلك فإنَّ محصرات البيتا قلبية الانتقاء تظهر آمنةً مع الأشخاص المُصابين بحالةٍ طفيفة أو متوسطة من المرض. تتضمن الأدوية الأخرى التي قد تُسبب مشاكلًا لدى مُصابي الربو مثبطات الإنزيم المحول للأنجيوتنسين والأسبرين والأدوية اللاستيرويدية المضادة للالتهاب، كما أنَّ استعمال الأدوية الكابتة للحمض (مثبطات مضخة البروتون ومضادات مستقبلات الهستامين 2) خلال فترةِ الحمل، قد يرتبطُ مع زيادة خطرِ حدوث الربو لدى الطفل.

### التفاقم
يُصاب بعضُ الأشخاصِ بدايةً بحالةِ الربو المُستقر والتي تستمر لأسابيع أو أشهر، ثم تتطور فجأةً إلى نوبة من الربو الحاد، وتختلفُ ردودُ فعل الأفراد نتيجةً لبعضِ العوامل المُختلفة، حيثُ قد تتفاقم الحالة لدى البعض بشكلٍ شديد؛ نتيجةً لعواملِ محفزة مُختلفة.
هُناك بعض العوامل المنزلية والتي قد تُساعد في تفاقمِ الربو ومنها الغبار ووبغ الحيوان (خاصةً شعر الكلاب والقطط) والعفن والصراصير المولدة للحساسية. تُعتبر العطور من الأسباب الرئيسية لحدوثِ هجمات الربو الحادة في النساء والأطفال. يُمكن للعدواى الفيروسية والبكتيرية التي تصيب الجهاز التنفسي العلوي أن تزيد من سوء المرض. قد يزيدُ الضغط النفسي من سوءِ الأعراض، حيث يُعتقدُ أنَّ الضغط النفسي يُأثرُ على جهازِ المناعة، وبالتالي يزيدُ من الاستجابة الالتهابية للمسلَكِ الهوائي لمسبباتِ الحساسية والمُهيجات.

## الفيزيولوجيا المرضية

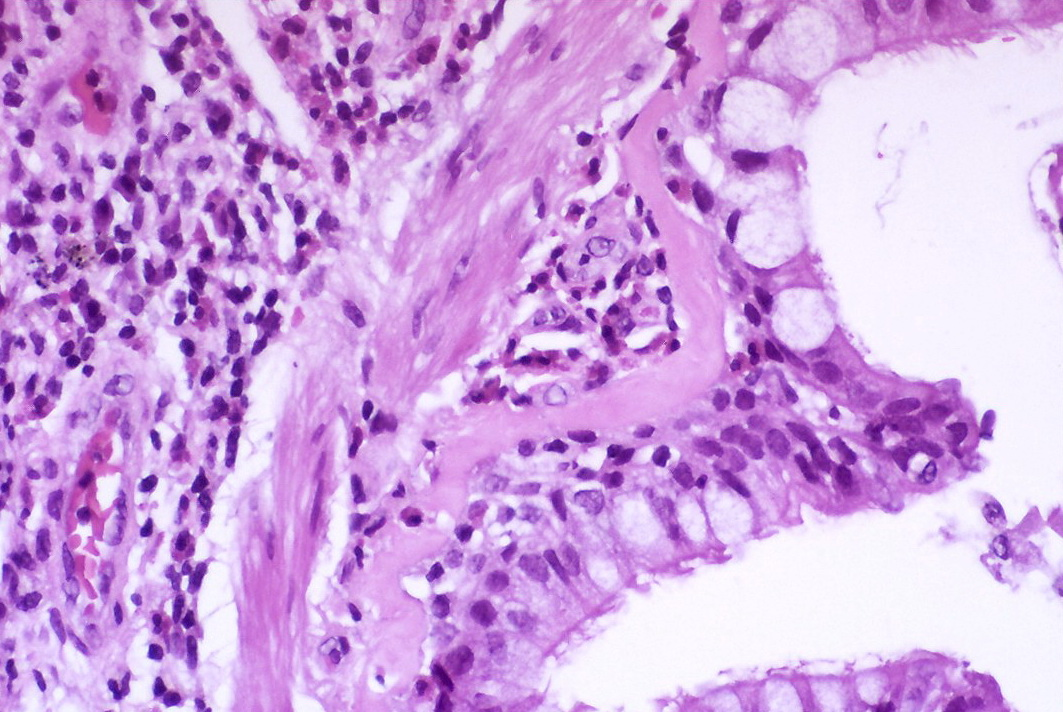
انسداد في تجويف القصيبة الرئيسية بواسطة نضحة مخاطية، تحول نسيجي في الخلية الكأسية وزيادة سمك الغشاء القاعدي الظهاري في الشخص المصاب بالربو.

يحدثُ الربو نتيجةً للتهابٍ مزمنٍ في المنطقة الموصلة في السبيل التنفسي (خصوصًا الشعب الهوائية والقصيبات الرئيسية، مما يؤدي لاحقًا إلى زيادةِ قابليةِ انقباشِ العضلات الملساء المُحيطة، مما يؤدي مع عواملَ أُخرى إلى نوباتٍ من تضيقِ مجرى الهواء وحدوث الأعراض التقليدية للأزيز، وعادةً ما يكون هذا التضيق قابلًا للانعكاس مع أو بدونِ علاج. أحيانًا تتغير مجاري الهواء نفسُها. تشملُ التغييرات النموذجية في مجاري الهواء زيادةً في الخلايا الحمضية وزيادةً في سُمكِ النسيج الضام الشبكي، وبشكلٍ مزمنٍ قد يزدادُ حجم عضلات المجاري الهوائية الملساء، مع زيادةٍ في عددِ الغدد المُخاطية. تشمل التغييراتِ خلايا أُخرى وهي الخلايا التائية والمتعادلة والبلعميات. قد يكونُ هناكَ مشاركةٌ من أجزاء الجهاز المناعي الأخرى والتي تشمل السيتوكين والكيموكين والهستامين واللوكوترايينات وغيرها.

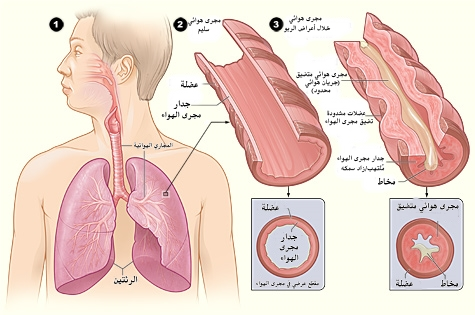
يوضح الشكل (1) موقع الرئتين والمسالك الهوائية في الجسم. يوضح الشكل (2) مقطعًا عرضيًا في مجرى الهواء الطبيعي. يوضح الشكل (3) مقطعًا عرضيًا في مجرى الهواء أثناء أعراض الربو.

## التشخيص

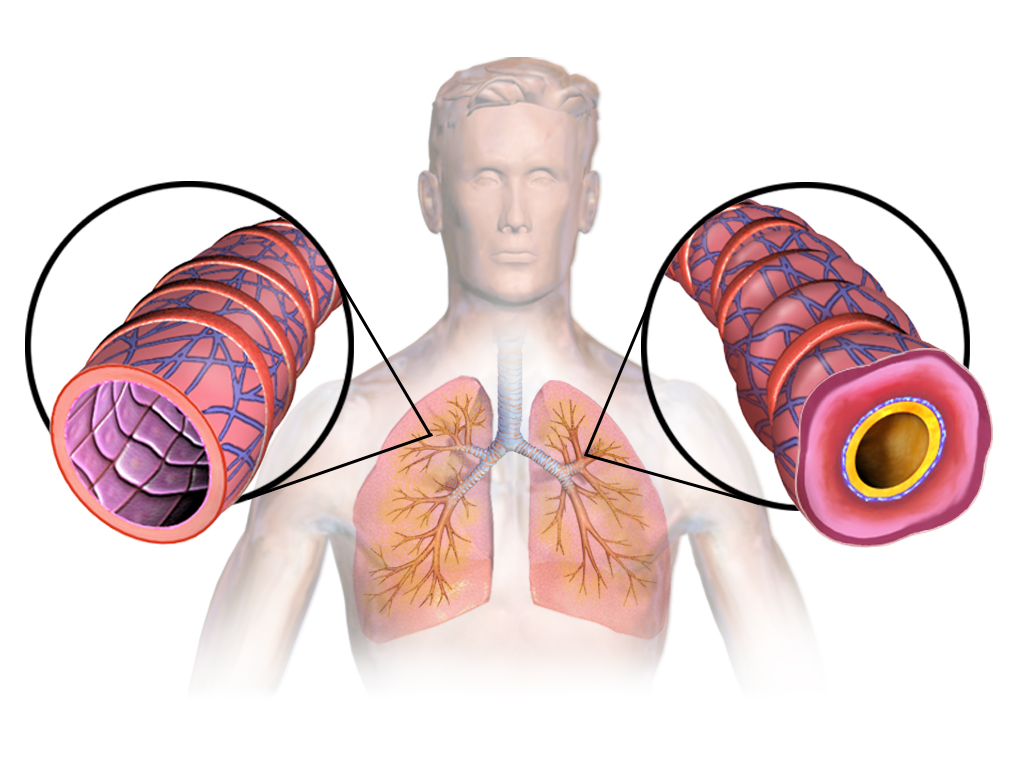
مخطط للربو

على الرغم من أنَّ الربوَ حالةٌ مُعترفٌ بها عالميًا، إلا أنه لا يُوجد لها تعريفٌ عالميٌ واحِدٌ مُتفقٌ عليه. عرفتهُ المبادرة العالمية للربو بأنهُ «اضطرابٌ التهابيٌ مُزمنٌ في الممراتِ الهوائية، تلعبُ فيه العديدُ من الخلايا والعناصر الخلوية دورًا. يرتبطُ هذا الالتهاب المُزمن بفرطِ استجابةٍ تؤدي إلى نوباتٍ مُتكررة من الأزيز والسُعال وضيق النفس والصدر خاصةً في الليل أو في الصباح الباكر، وترتبط هذه النوبات مع انسدادٍ واسعٍ مُتغيرٍ في تدفقِ الهواء للرئة، والذي غالبًا ما يكون قابلًا للانعكاسِ تلقائيًا أو علاجيًا».
لا يُوجد حاليًا أيُ اختبارٍ دقيقٍ لتشخيص الربو، ويعتمدُ تشخيصهُ على نمطِ الأعراض والاستجابة للعلاج مع مرورِ الوقت. يجبُ الاشتباه بالربو في حالِ وجودِ تاريخٍ مُتكررٍ للأزيز والسعال أو وجودِ صعوبةٍ في التنفس، وتتفاقمُ هذه الأعراضُ بممارسةِ الرياضة أو التعرضِ لعدوى فيروسية أو مسببات الحساسية أو تلوثِ الهواء، كما يُستعمل قياس التنفس لتأكيد التشخيص. تزداد صُعوبة تشخيص الربو في الأطفال دونَ سنِ السادسة، حيثُ يصعبُ استعمال قياس التنفس.

### قياس التنفس

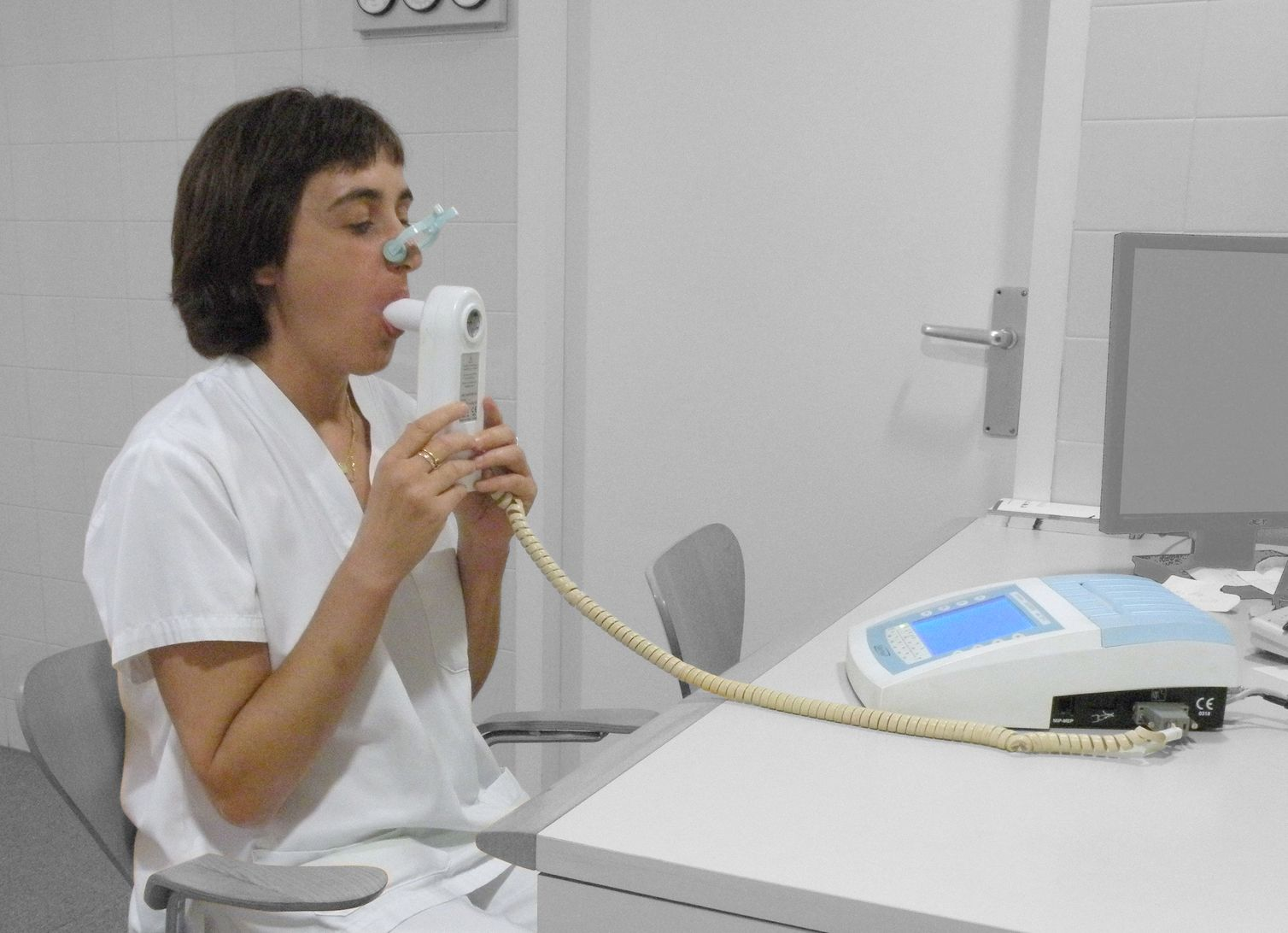
أثناء إجراء قياس التنفس

يُوصى باستعمال قياس التنفس في تشخيصِ وإدارة حالات الربو، حيثُ يُعتبر أفضل اختبارٍ مُنفردِ للربو. إذا كانَ الحجم الزفيري القسري في ثانية واحدة (FEV1) والمُقاس بواسطة هذه التقنية يتطور أكثر من 12% ويزداد على الأقل بمقدارِ 200 ملليلتر بعد إعطاء موسعٍ قصبي مثل السالبوتامول، فإنَّ هذا يدعم التشخيص بالإصابة بالربو، ولكن على الرغم من هذا، فإنَّ هذه القياسات قد تكون طبيعية في الأشخاصِ الذين لديهم تاريخٌ من الربو الخفيف، وبالتالي لا يُمكن الاعتماد عليها. يُعتبر الكافيين موسعًا قصبيًا في مرضى الربو، وبالتالي فإنَّ استعماله قبل اختبار وظائف الرئة يتداخل مع نتائج الاختبار. يُساعد قياس سعة انتشار النفس الواحد على التفرقة بين الربو وداء الانسداد الرئوي المزمن. يُمكن إجراء قياس التنفس كل عام أو عامين، وذلك لِمتابعة مدى انضباط الربو في الشخص.

### أخرى
يَتضمن اختبار تحدي الميثاكولين استنشاق تركيزاتٍ مُتزايدة من مادةٍ تُسبب تضيق المجرى الهوائي في الأشخاص المؤهبين لذلك، وإذا كانت النتيجة سَلبية، فهذا يعني أنَّ الشخص لا يُعاني من الربو، أما النتيجة الإيجابية فليستُ خاصة بالربو فقط.
من الأَدلة الداعمة الأُخرى: فَرق ≥20% في مُعدل ذروة التدفق الزفيري لمدة ثلاثة أيام على الأقل في أسبوع لمدة أسبوعين على الأقل، أو تَحسن بنسبة ≥20% في ذروة التدفق بعد علاج إما بالسالبوتامول أو الكورتيكوستيرويدات المُستنشقة أو البريدنيزون، أو انخفاضٌ بنسبة ≥20% في ذروة التدفق بعد التعرضُ لمُحفز. اختبارُ ذروة التدفق الزفيري مُتغيرٌ أكثر من قياس التنفس، ولكن على الرغم من هذا، فإنهُ لا يوصى به كتشخيصٍ روتيني، ولكنهُ قد يكون مُفيدًا للمراقبة اليومية الذاتية لدى المُصابين بالمرض بدرجةٍ متوسطةٍ أو شديدة؛ وذلك للتحقق من فعاليةِ الأدوية الجديدة المُستعملة. قد يكون أيضًا مُفيدًا في التوجيه العلاجي للأشخاص الذين يعانون من سوراتٍ حادة.

### التصنيف
| الشدة       | تكرار العرض | أعراض ليلية     | %FEV1 المتوقع | تغير FEV1 | استعمال سابا (SABA) |
| ----------- | ----------- | --------------- | ------------- | --------- | ------------------- |
| متقطع       | ≤2/أسبوع    | ≤2/شهر          | ≥80%          | <20%      | ≤2 أيام/أسبوع       |
| مستمر خفيف  | >2/أسبوع    | 3–4/شهر         | ≥80%          | 20–30%    | >2 أيام/أسبوع       |
| مستمر متوسط | يوميًا       | >1/أسبوع        | 60–80%        | >30%      | يوميًا               |
| مستمر بشدة  | باستمرار    | متكرر (7/أسبوع) | <60%          | >30%      | ≥2/يوم              |

يُصنف الربو سريريًا اعتمادًا على تكرار الأعراض، والحجم الزفيري القسري في ثانية واحدة، ومعدل ذروة التدفق الزفيري، كما قد يُصنف الربو إلى تأتبي (خارجي المنشأ) أو غير تأتبي (داخلي المنشأ)، اعتمادًا على أنَّ الأعراض تحدث بسبب مولدات الحساسية (التأتبية) أو لا (غير تأتبية). على الرغم من أنَّ الربو يُصنف على أساس الشدة، إلا أنهُ في الوقت الحالي لا توجد طريقة واضحة لتصنيف المجموعات الفرعية المُختلفة من الربو خارج هذا النظام التصنيفي. إنَّ إيجاد طرق لتحديد المجموعات الفرعية التي تستجيب جيدًا للأنواع المختلفة من العلاجات هو هدف حساس حاليًا لأبحاث الربو.
على الرغم من أنَّ الربوَ عبارةٌ عن حالةِ انسدادٍ مُزمن، إلا أنه لا يُعتبر جزءًا من مرض الانسداد الرئوي المزمن؛ لأنَّ هذا المُصطلح يُشير تحديدًا إلى مجموعةٍ من الأمراض اللاعَكوسة (لا يُمكن علاجها) مثل توسع القصبات، والتهاب القصبات المُزمن، والنُفاخ. على عكسِ هذه الأمراض، فإنَهُ عادةً ما يكون انسداد مجرى الهواء في الربو قابلًا للعلاج، ومع ذلك، فإنهُ إذا تُرك من غير علاجٍ، فإنَّ الالتهابٍ المُزمن في الربو قد يؤدي إلى انسدادٍ رئوي غيرُ قابل للعلاج، نتيجةً لإعادة تشكيل مجرى الهواء. على عكسِ النُفاخ، فإنَّ الربو يؤثرُ على الشُعب الهوائية، وليسَ على الحويصلات الهوائية.

#### سَّوْرات الربو
| شبه قاتلة                            | ارتفاع PaCO2‏، أو يحتاج لتهوية ميكانيكية، أو كليهما | ارتفاع PaCO2‏، أو يحتاج لتهوية ميكانيكية، أو كليهما |
| مهددة للحياة (أيُ واحدةٍ من)           |                                                    |                                                    |
| علاماتٍ سريرية                        | القياسات                                           |                                                    |
| تبدُل مستوى الوعي                     | ذروة التدفق < 33%                                  |                                                    |
| إنهاك                                | تشبع الأكسجين < 92%                                |                                                    |
| اضطراب نظم قلبي                      | PaO2‏ < 8 كيلو باسكال                               |                                                    |
| انخفاض ضغط الدم                      | PaCO2 "الطبيعي"                                    |                                                    |
| زرقة                                 |                                                    |                                                    |
| صدر صامت                             |                                                    |                                                    |
| جهد تنفسي ضعيف                       |                                                    |                                                    |
| شديدة حادة (أيُ واحدةٍ من)             |                                                    |                                                    |
| ذروة التدفق 33–50%                   |                                                    |                                                    |
| معدل التنفس ≥ 25 نَفس في الدقيقة      |                                                    |                                                    |
| سرعة القلب ≥ 110 نبضة في الدقيقة     |                                                    |                                                    |
| غير قادر على إكمال الجُمَل في نفسٍ واحد |                                                    |                                                    |
| متوسطة                               | تفاقم الأعراض                                      | تفاقم الأعراض                                      |
| متوسطة                               | ذروة التدفق 50–80% من أفضل ما تُنبأ به              |                                                    |
| متوسطة                               | لا توجد علامات ربو شديد حاد                        |                                                    |

عادةً ما يُشار إلى سَّورات الربو الحادة باسم نوبة/هجمة الربو، والأعراض التقليدية لها هيَ ضيق النفس وأزيز وألم الصدر. عادةً ما يكون الأزيز أثناء الزفير. في حين أن هذه هي الأعراض الأساسية للربو، إلا أنَّ بعض الأشخاص قد تبدأ لديهم مع سعال، وفي الحالات الشديدة قد يكون هُناك ضعف كبير في حركة الهواء بحيث لا يُسمع الأزيز. عادةً ما يأتي الأطفال بألم في الصدر.
تتضمن العلامات التي تحدث أثناء نوبة الربو استعمالُ عضلات التنفس الإضافية (العضلة القصية الترقوية الحلمية وعضلات الرقبة الأخمعية)، وقد يكون هُناك أيضًا نبضٌ تناقضي (نبض يكون ضعيفًا أثناء الشهيق وقويًا أثناء الزفير)، كما قد يكون هُناك انتفاخ زائد في الصدر. قد يحدث زرقان في الجلد والأظافر بسبب نقص الأكسجين.
يكون معدل ذروة التدفق الزفيري (PEFR) في السَّورات الطفيفة ≥200 لتر/دقيقة أو ≥50% من أفضل ما تُنبأَ به، أما في السَّورات المُتوسطة يكون بين 80 إلى 200 لتر/دقيقة أو بين 25% إلى 50% من أفضل ما تُنبأ به، وفي السَّورات الشديدة يكون ≤80 لتر/دقيقة أو ≤25% من أفضل ما تُنبأ به.
الربو الشديد الحاد، وكان يُعرف سابقًا بالحالة الربوية (status asthmaticus)، هو سَّورةٌ/تفاقمٌ ربويٌ حاد لا يستجيب للعلاج الأساسي من المُوسعات القصبية والستيرويدات القشرية. نصف الحالات ناتجةٌ عن العدوى الناجمة عن مُسببات الحساسية، وتلوث الهواء، أو الاستخدام غير الكافي أو غير الملائم للأدوية.
الربو الهش هو نوع من الربو يَتميز بنوباته الشديدة المُتكررة. النوع الأول من الربو الهش هو مرضٌ تتغير فيه ذروة التدفق بشكلٍ كبير على الرغم من العلاج المُكثف، أما النوع الثاني فهو ربوٌ مُسيطرٌ عليه بشكلٍ جيد مع سورةٍ حادة مفاجئة.

#### ربو مستحث بالتمرين
يُمكن للتمرُّن تحريض التَضَيُّق القَصَبِيّ عند كلّ من الأشخاص السليمين ومرضى الرَّبو، ويحدث أكثر الأحيان عند مرضى الرَّبو وبنسبة تصل حتَّى 20℅ عند الأشخاص السليمين. يشيع التضيق القصبي المُحَرَّض بالتمارين عند الرياضيين المحترفين، وتكون أعلى المعدَّلات لدى الدَّرَّاجين (راكبي الدراجات) حيث تصل النسبة حتَّى 45℅ إضافةً إلى السبَّاحين والمُتزحلقين على الجليد. قد تحدث الحالة في أيِّ ظرفٍ جوِّيٍّ لكن أكثرها شيوعًا عندما يكون الجو جاف أو بارد. لم تُبدِ ناهِضات بيتا-2 الاستنشاقيَّة أي تحسُّنٍ في الأداء الرياضيّ عند من ليس لديهم ربو، لكن قد تحسِّن الجرعات الفمويَّة القوَّة والتحمُّل.

#### ربو مهني
يُعتبر الربو الناتج (أو المُتفاقم) عن التعرض في مكان العمل من الأمراض المهنية الشائعة، ولكن هُناك أيضًا العديد من الحالات لا يبلغ عنها أو لا يُعترف بها ضمن هذا التصنيف. يُقدر بأنَّ حوالي 5-25% من حالات الربو في البالغين ترتبط بالمهنة. هناك العديد من العوامل المُختلفة المسببة أو المُفاقمة للربو، وأكثرها شيوعًا: الإيزوسيانات، وغبار الخشب والحبوب، والقلفونية، وومواد اللِحام، واللثى، والحيوانات، والألدهيدات. يرتبط عددٌ من الأعمال بمخاطرٍ أعلى، ومنها: من يعملون الطلاء بالرش، والخبازين ومن يقومون بإعداد الطعام، والممرضات، والعاملين في الكيمياويات، بالإضافة إلى من يعمل مع الحيوانات، واللِحام، ومُصففي الشعر، وعمال الأخشاب.

#### ربو مستحث بالأسبرين

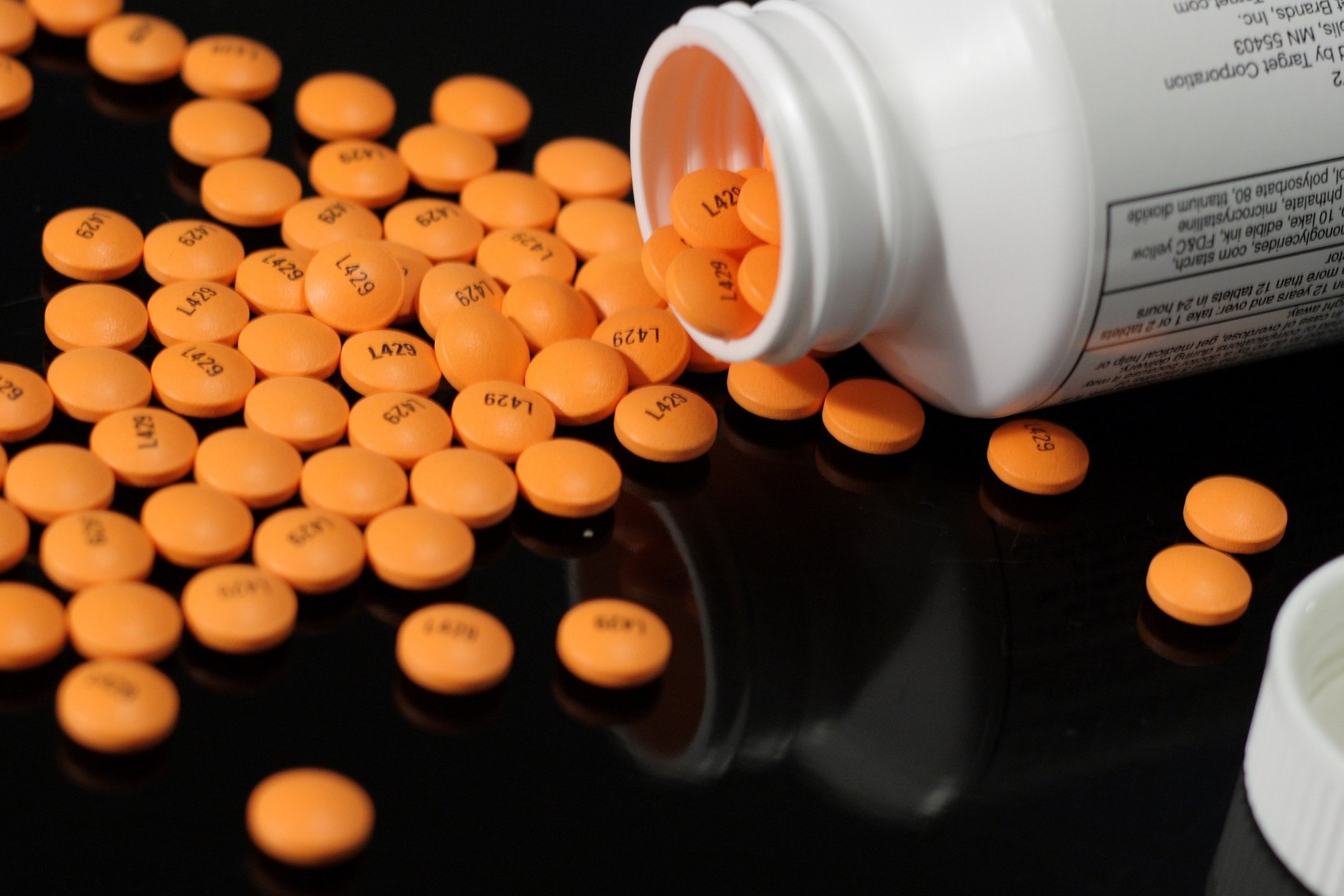
أقراص أسبرين مُغطاة

يؤثر الأسبرين المُفاقم للأمراض التنفسية (AERD)، والذي يُعرف أيضًا باسم الربو المُستحث بالأسبرين، على حوالي 9% من المُصابين بالربو. تتضمن الأمراض التنفسية التي تتفاقم بسبب الأسبرين، الربو، والسلائل الأنفية، ومرض الجيوب، وردود الفعل التنفسية للأسبرين والأدوية اللاستيرويدية المضادة للالتهاب (مثل الإيبوبروفين والنابروكسين). كثيرًا ما يصاب الناس أيضًا بفقدان حاسة الشم، ويواجهون ردود فعلٍ تنفسية للكحول.

#### ربو مستحث بالكحول
قد تُصبح أعراض الربو أكثر سوءًا بسبب الكحول في حوالي ثلث الناس، كما أنَّ الأمر أكثر شيوعًا في بعض المجموعاتِ العرقية مثل اليابانيين، والأشخاص الذين يُعانون من ربو مستحث بالأسبرين. وجدت دراساتٌ أُخرى تحسنًا في أعراض الربو بسبب الكحول.

#### ربو لاأرجي
الربو اللاأرجي أو الربو غير التحسُسي، ويُعرف أيضًا باسم الربو داخلي المنشأ أو الربو اللاتأتبي، ويُشكل ما بين 10-33% من الحالات. هُناك نتائجُ سلبية لاختبار الجلد لمُسببات الحساسية المُستنشقة الشائعة، مع تراكيزٍ مصلية طبيعية لغلوبيولين المناعي هـ. غالبًا ما يبدأ هذا النوع في وقتٍ متأخرٍ من الحياة، وتتأثر النساء بالمرض أكثر من الرجال. العلاجات المُعتادة قد لا تعمل كالمُعتاد.

### التشخيص التفريقي
قد تُسبب العديد من الحالات الأُخرى أعراضًا مُشابهة لأعراض الربو. في الأطفال، يجب أخذ أمراض السبيل التنفسي العلوي الأخرى مثل حساسية الأنف والتهاب الجيوب في الاعتبار، إضافةً إلى أمراض انسداد مجرى الهواء والتي تتضمن رشف الجسم الغريب والتضيق الحنجري الرغامي وتلين الحنجرة والحلقات الوعائية وتضخم العقد اللمفاوية أو كُتل الرقبة. قد يُسبب التهاب القصيبات والعداوى الفيروسية الأُخرى أزيزًا كما يحدث في الربو. في البالغين، يجب بعض الأمراض في الاعتبار مثل داء الانسداد الرئوي المزمن وقصور القلب وكُتل المجرى التنفسي، إضافةً إلى السُعال المُستحث بالدواء بسبب مثبطات الإنزيم المحول للأنجيوتنسين. قد يظهر خلل الأحبال الصوتية في البالغين والأطفال أيضًا بأعراضٍ مُشابهة للربو.
قد يترافق داء الانسداد الرئوي المزمن مع الربو، كما قد يحدثُ كأحدِ مُضاعفات الربو المزمن. يُصاب معظم مرضى داء المسلك الهوائي الانسدادي بالربو وداء الانسداد الرئوي المزمن بعد سن 65 عامًا، وفي هذه الحالة يُمكن تمييز داء الانسداد الرئوي المزمن بواسطة الزيادة في خلايا مسلك الهواء المتعادلة، وزيادة سُمك الجدار بشكلٍ غير طبيعي، وزيادة العضلات الملساء في الشعب الهوائية. على الرغم من ذلك، إلا أنَّ هذه الإجراءات لا تُنفذ؛ لأنَّ الربو وداء الانسداد الرئوي المزمن يتقاسمان نفسَ الأُسس للتعامل مع المرض: كورتيكوستيرويدات، وناهضات البيتا مديدة المفعول، والإقلاع عن التدخين. يُتشابه داء الانسداد الرئوي المزمن بشكلٍ وثيق مع الربو في الأعراض، ولكنه يرتبط أكثر بالتعرض لدخان السجائر، وفي كبار السن، كما أنَّ الأعراض تكون أقل انعكاسية بعد إعطاء موسع الشعب، كما تنخفض احتمالية التاريخ العائلي من التأتب.

## الوقاية
الأدلَّة على نجاعة تدابير منع تفاقُم الرَّبو ضعيفة. ورغم ذلك تنصح مُنظَّمة الصِّحَّة العالميَّة بتقليل عوامِل الخطورة كدُخان التَّبْغ وتلوُّث الهواء وعدد عداوى الجهاز التنفُّسيّ السُّفليّ، وتشمل الجهود الأُخرى الَّتي تُبَشِّر بالخير: الحدُّ من التَّعرُّض للدُخان أثناء الحمل والإرضاع وزيادة الرِّعاية النَّهاريَّة أو الاجتماعات العائليَّة الكبيرة، لكن كل هذا يبقى غير مَدعومٍ كفاية بالأدلَّة ليُنصح به لهذا الغَرَض.
قد يكون التعرُّض والتعايُش المُبَكِّر مع الحيوانات الأليفة مُفيدًا، لكن تبقى نتائج التعرُّض المُبكِّر للحيوانات الأليفة غير حاسِمة ويُنصَح فقط بإبعاد الحيوانات الأليفة عن المَنزل إذا أبدى الشَّخص أعراضًا للحساسيَّة تجاهها.
لم تُبدِ القُيود القوتيَّة (الغذائيَّة) خلال الحمل أو الإرضاع أيَّ فعاليَّة ولهذا لا يُنصَح بها، لكن قد يكون من المُفيد تقليل أو إبعاد الأشياء الَّتي تُسَبِّب الحساسيَّة للأشخاص الحسَّاسين عن مكان عملهم. ليس واضحًا إن كانت لِقاحات النَّزلة الوافدة (الإنفلونزا) المَوسِميَّة تزيد خطر سَوْرة الرَّبو، لكن ورغم ذلك تنصح مُنظَّمة الصِّحَّة العالميَّة بالتَمنيع. وتُعَدُّ قوانين منع التدخين فعَّالة في تقليل سَورات الرَّبو.

## التدبير
لا يوجد علاج ناجِع للرَّبو لكن يُمكن تخفيف الأعراض. ومن الضَّروريّ اتِّباع خُطَّة مُحدَّدة ومُخَصَّصة لتدبير والمُراقبة الاستباقيَّة للأعراض، بحيث تتضمَّن هذه الخُطَّة تقليل التعرُّض للمُحَسِّسات وتقييم شِدَّة الأعراض واستعمال الأدوية. من اللَّازِم كتابة الخُطَّة وتقديم النُّصْح بتعديل العِلاج تبعًا للتغيُّرات في الأعراض.
أكثر علاج فَعَّال للرَّبو هو مَعرفة المُحرِّضات كدخان السَّجائر أو الحيوانات الأليفة أو الأسبرين وعدم التعرُّض لها، وإن لم يكفِ ذلك عندها يُنصَح باستعمال الدَّواء. تُختار الأدوية الصَّيدلانيَّة اعتمادًا على شِدَّة المرض وتَكرار حدوث الأعراض، وتُصنَّف أدوية الرَّبو عمومًا إلى سريعة المَفعول ومَديدة المفعول.
يُنصَح بالموسِّعات القصَبيَّة لتخفيفٍ قصير الأمد للأعراض، ولا حاجة لأدوية إضافيَّة للأشخاص الَّذين تُصيبهم نوبات الرَّبو بين الحين والآخر. أمَّا إذا كان المرض خَفيفًا ومُسْتَديمًا (أكثر من نوبتين في الأُسبوع الواحد) فيُنصَح بجرعة قليلة استنشاقيَّة من الستيرويدات القِشريَّة أو كبديلٍ لها يؤخَذ فمويًّا مُناهِض لوكوترين أو مُثَبِّت الخليَّة البَدينة، وللَّذين يُعانون من نوباتٍ يوميَّة تُستعمَل الستيرويدات القِشريَّة الاستنشاقيَّة. قد تُضاف الستيرويدات القِشريَّة الفمويَّة لتلك المُعالَجات في حالة السَّورات المُعتدلة والوَخيمة.

### تعديل نمط الحياة
تجنُّب المُحرِّضات هو المِفتاح لمنع نوبات الرَّبو وضبطها، ومن أشيَع المُحرِّضات المُحسِّسات والدُّخان (التَّبْغ وغيرها) وتلوُّث الهواء ومُحصِرات بيتا غير الانتقائيَّة والأغذية المحتوية على السَّلفيت. قد يقلِّل تدخين السَّجائر والتدخين السَّلْبِيّ من فعاليَّة الأدوية كالستيرويدات القِشريَّة، وأفادَت قوانين تقييد التدخين في تقليل عدد الأشخاص الّذين يزورون المَشفى بسبب الرَّبو، في حين لا تُفيد إجراءات التحكُّم بعَثِّ الغُبار كتَرشيح الهواء واستعمال المواد الكيميائيَّة القاتلة لها والكَنْس وأغطية الفِراش والوسائِل الأُخرى في تخفيف أعراض الرَّبو. لكن عُمومًا تفيد التمارين الأشخاص ذوي الرَّبو المُستَقِر، فيمكن لليوغا تأمين تَحسُّنٍ طفيفٍ في نوعيَّة الحياة وتقليلٍ للأعراض عند المُصابين بالرَّبو.

### الأدوية
تُقسَم الأدوية المُستعمَلة لعلاج الرَّبو إلى صِنفين عَامَّين هُما المُفَرِّجات السَّريعة (لعلاج الأعراض الحادَّة والوَجيزة) وأدوية الضَّبْط طويلة الأمد (لمنع مزيدٍ من السَّوْرات)، ولا حاجة للمُضادَّات الحيويَّة (الصادَّات الحيويَّة) لعلاج التفاقُم المُفاجِئ للأعراض.

#### سريعة المفعول

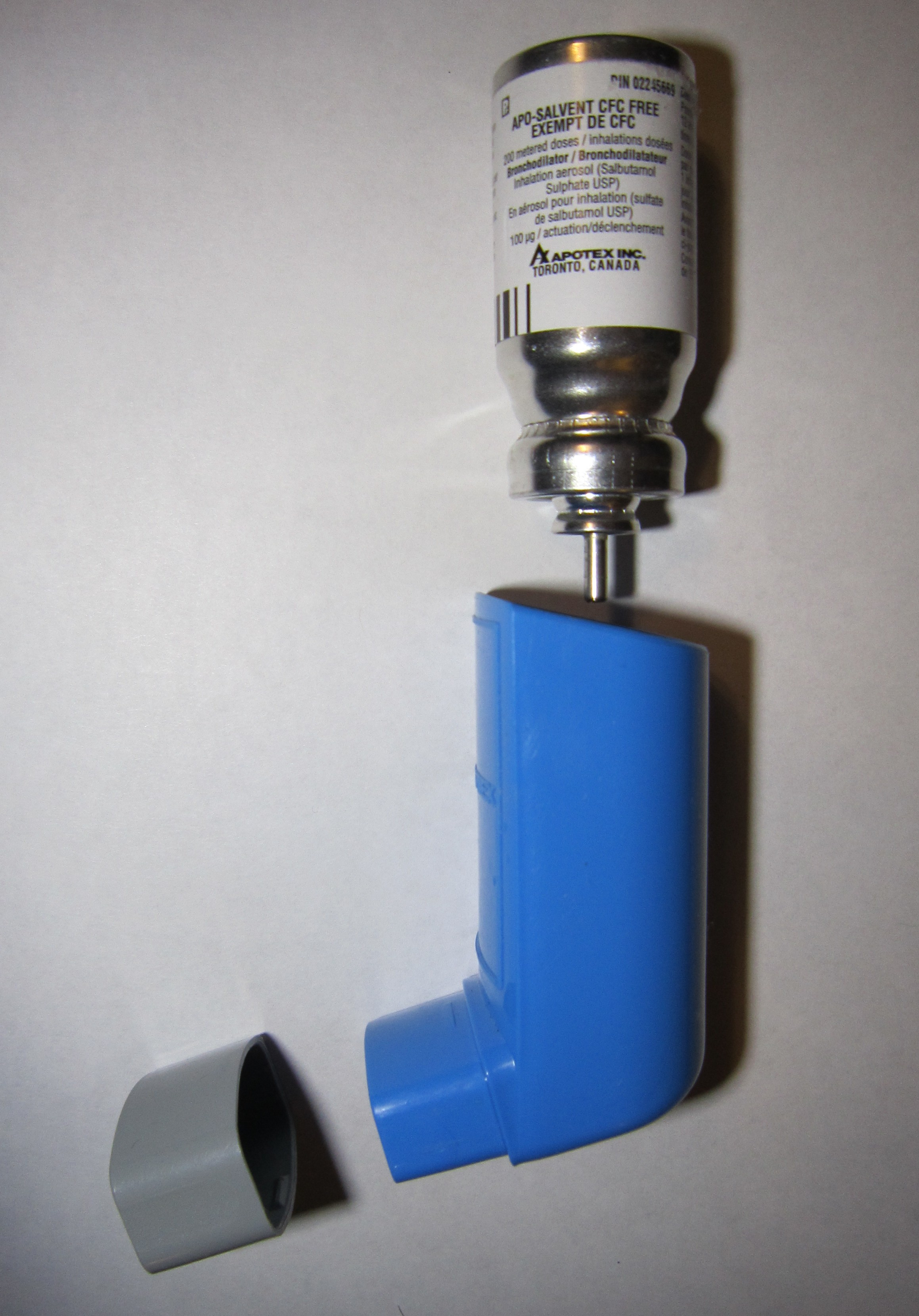
يشيع استعمال مِنْشَقَة سالبوتامول مُعايَرة الجُرعة لعلاج نوبات الرَّبو.

- ناهِضات بيتا-2 الأَدرينيَّة قصيرة المَفعول (سابا=SABA) مثل سالبوتامول (الاسم الأمريكيّ المُعتَمَد له «ألبوتيرول») هي خط العلاج الأوَّل لأعراض الرَّبو،[7] ويُنصَح بها قبل البَدء بالتمارين عند اللَّذين يُعانون من أعراض مُحرَّضة بالنشاط البدنيّ.[148]
- الأدوية المُضادَّة للفِعل الكولينيّ مثل إبراتروبيوم بروميد توفِّر مَنفعة إضافيَّة عند استعمالها بالتشارُك مع ناهِضات بيتا-2 قصيرة المَفعول للمرضى ذوي الأعراض المُعتدِلة والوَخيمة،[7] ويُمكن أيضًا استعمال الموسِّعات القَصبيَّة المُضادَّة للكولين إذا لم يَستطِع الشَّخص تحمُّل ناهضات بيتا-2 قصيرة المَفعول.[98] إذا احتاج الطِّفل لدخول المَشفى فلا يبدو عندها أنَّ لِجُرعات إبراتروبيوم الإضافيَّة فائدة تغلُب ناهضات بيتا-2 قصيرة المَفعول.[149]
- للناهضات الأدريناليَّة الأقدم والأقل انتقائيَّة مثل الأبِينيفرِين المُستَنشَق تأثير مُشابِه لناهضات بيتا-2 قصيرة المَفعول،[150] لكن ورغم ذلك لا يُنصَح بها نظرًا لإمكانيَّة حدوث تَنْبيهٍ قلبيٍّ مُفرِطٍ.[151]

#### الضبط طويل الأمد

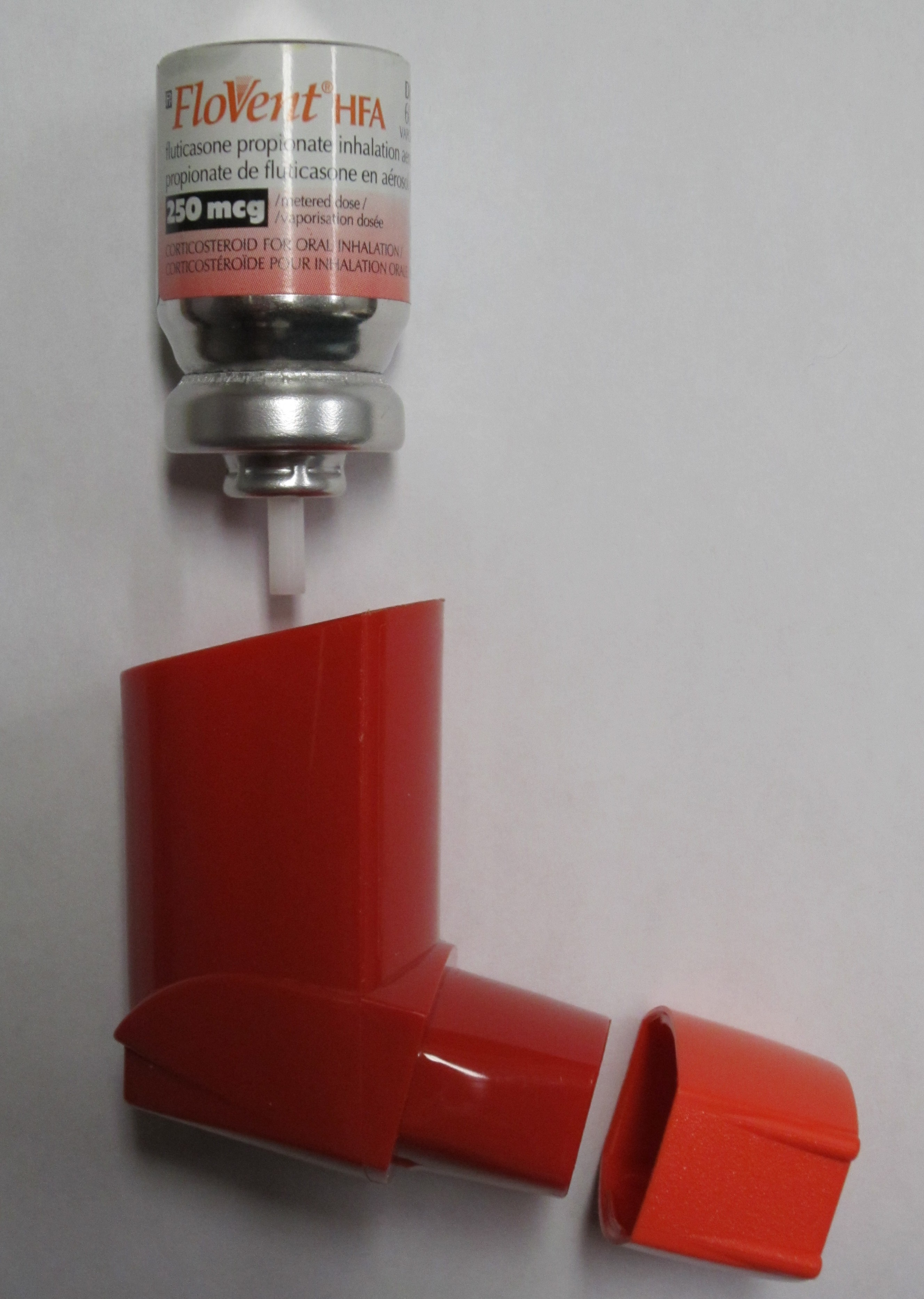
مِنشَقة بروبيونات الفلوتيكازون مُعايَرة الجرعة، يشيع استعمالها للضبط طويل الأمد.

- تعتبر الستِيرويدات القِشْرِيَّة عمومًا أكثر علاج فَعَّال متوفِّر للضبط طويل الأمد.[139] الأشكال المُستنشقة مثل بيكلوميتازون عادةً ما تُستعمَل إلَّا في حالة المرض المُسْتَديم الوَخيم، حيثُ سيُحتاج للستِيرويدات القِشْرِيَّة الفمويَّة.[139] ويُنصَح عادةً باستعمال الأشكال الاستنشاقيَّة مَرَّة أو مَرَّتين يوميًّا اعتمادًا على وخامة الأعراض.[152]
- يُمكن لناهِضات الأدرينات-البيتا مديدة المَفعول (LABA) مثل سالميتيرول وفورموتيرول تحسين ضبط الرَّبو -على الأقل عند البالغين- عندما تُعطَى بالتشارك مع الستِيرويدات القِشْرِيَّة الاستنشاقيَّة،[153][154] أمَّا بالنسبة للأطفال فهذه الفائدة غير مؤكَّدة،[153][154][155] وعندما تُستعمل بدون ستيرويدات قد تَزيد خطر التأثيرات الجانبيَّة الوَخيمة،[156] وعلى العكس قد تزيد الستِيرويدات القِشْرِيَّة الخطر قليلًا.[157][158] بالنسبة للأطفال ذوي الرَّبو المُستديم، هنالك أدلَّة تدعم النظام العلاجيّ المتضمِّن للناهضات الأدرينات-البيتا مديدة المَفعول المُضافة للستِيرويدات القِشْرِيَّة الَّذي قد يحسِّن وظيفة الرِّئة لكنَّه لا يُقَلِّل كميَّة السَّورات الخطيرة.[159] قد يحتاج الأطفال اللَّذين يستعملون ناهضات الأدرينات-البيتا مديدة المَفعول كجزء من علاج الرَّبو أن يذهبوا للمشفى كثيرًا.[159]
- قد تُستعمَل ضَواد مُستَقبِل اللُّوكوترين (مثل مونتيلوكاست وزافيرلوكاست) إضافةً إلى الستيرويدات القِشريَّة الاستنشاقيَّة، وقد تترافَق أيضًا مع استعمال ناهضات الأدرينات-البيتا مديدة المَفعول،[139][160][161] والأدِلَّة غير كافية لدعم استعمالِها في السَّوْرات الحادَّة.[162][163] يبدو أنَّ لها مَنفَعة طفيفة بالنِّسبة للأطفال عند إضافتها للستيرويدات المُستَنشَقة،[164] ونفس الشَّيء ينطبق على اليَافِعين والبَالِغين.[165] لكن هي مُفيدة لوحدِها.[166] وبالنِّسبة لمن هُمْ أقلّ من خمسة أعوام، اعتبرتها جَمعيَّة الصَّدر البريطانيَّة العِلاج المُضاف المُفَضَّل بعد الستيرويدات القِشريَّة الاستنشاقيَّة في عام 2009م.[167] من الممكن استعمال صِنف مُثَبِّطات 5-أكسيجيناز شحمية كبديل في العلاج المُزمن للرَّبو الخفيف إلى المعتدل عند الأطفال الكِبار والبالغين،[20][168] وحتَّى عام 2013م لا يوجد إلَّا دواء واحِد في هذه العائلة هو زيلوتون.[20]
- لا يؤمِّن الإدخال الوريديّ للدواء أمينوفيلِّين تحسُّنًا في توسُّع القصبات إضافةً إلى أنَّ العلاج به يترافَق مع آثار ضَائِرة أكثر بالمُقارنة مع ناهضات بيتا-2 المُستَنشَقة المِعياريّة.[169]
- تعدُّ مُثَبِّتات الخليَّة البَدينة (مثل كرُومُولين الصُّوديوم) بديلًا آخرًا غير مُفَضَّلٍ عن الستيرويدات القِشريَّة.[139]

#### طرق الإيتاء
توفَّر الأدوية عادةً كمَناشِق مُعايَرة الجُرعة بالتَوليف (المزج) مع مِفْسَاح الرَّبو أو كمِنشقة مَسحوقٍ جافٍّ، والمِفساح هو أسطوانة بلاستيكيَّة تَمزُج الدَّواء مع الهواء ممَّا يُسَهِّل أخذ جرعة كاملة من الدَّواء. قد تُستَعمَل أيضًا الرَذَّاذة، وكِلا الرذاذة والمِفساح مُتساويا الفعاليَّة بالنسبة للَّذين أعراضهم خفيفة إلى معتدلة، ورغم ذلك تبقى الأدلَّة المتوفِّرة غير كافية لتحديد فيما إذا كانا يختلفان في حالة المرض الوَخيم. لا يوجد دليل قويّ لاستعمال مُضاهِئات الأدرينات-البيتا مديدة المَفعول عند البالغين أو الأطفال اللَّذين يعانون من ربوٍ حاد.

#### التأثيرات الضائرة
يحمل الاستعمال طويل الأمد للستيرويدات القِشريَّة بالجرعات الاعتياديَّة خطرًا طفيفًا في حدوث التأثيرات الضائرة، من هذه المَخاطِر السُّلاَق وحدوث السَّاد وتباطؤ معدَّل النمو. وقد تؤدِّي الجرعات العالية من الستيرويدات المُستنشَقة لتقليل كثافة العظم المعدنيَّة.

### أخرى
عندما لا يستجيب الرَّبو للأدوية الاعتياديَّة تبقى عدَّة خيارات مُتاحة لكلٍّ من التدبير الطارئ أو الإسعافيّ ولمنع النوبات الحادَّة، ومن الخيارات الأُخرى للتدبير الطارِئ:
- الأُكْسيجين لتخفيف نقص التأكسُج إذا هبط التَشَبُّع تحت 92℅.[176]
- يُنصَح بالستيرويدات القِشريَّة الفمويَّة كالبريدنيزون لخمسة أيَّام وهي نفس تناول ديكساميثازون ليومين،[177] ونَصحَت مُراجَعة بمَساقٍ علاجيّ من الستيرويدات لسبعة أيَّام.[178]
- يزيد العلاج الوريديّ بكِبريتات المَغْنيزيُوم التوسُّع القصبيّ عند استعماله بالتشارُك مع علاجٍ آخر لهجمات الرَّبو الحادَّة مُعتدلة الوخامَة،[179][180][181] وتؤدِّي عند البالغين لتراجع في عدد مَرَّات الدخول للمُستشفى.[182]
- قد يُؤخذ الهيليوكس (مزيج من الأُكسيجين والهيليوم) بعين الاعتبار في الحالات الوَخيمة غير المُستجيبة.[21]
- لا يُدعَم السالبوتامول الوريديّ بسبب الأدلَّة الموجودة ولهذا يُستعمل فقط في الحالات القُصوى.[176]
- كانت مُركَّبات الميثيل زانْتين (مثل ثيوفيلِّين) في وقتٍ من الأوقات شائعة الاستعمال، لكنَّها لا تُضيف تأثيرًا إضافيًّا مُعتبرًا على تأثيرات مُصاهِئات بيتا المُستنشَقة،[176] واستعمالها في السَّورات الحادَّة خِلافيّ.[183]
- يُفترض أنَّ المُخَدِّر التَّفارُقِيّ كيتامين مفيد أُحتيج للتَنبيب والتهوية الميكانيكيَّة عند الأشخاص اللَّذين يقتربون من تَوَقُّفُ التَّنَفُّس، ورغم ذلك لا يوجد دليل من التجارب السَّريريَّة يدعم الأمر.[184]
- قد يكون الرَّأب الحراريّ القصبيّ خيارًا بالنِّسبة للَّذين يعانون من ربوٍ مُستَديم وَخيمٍ لا يُضبَط بواسطة الستيرويدات القِشريَّة ومُضاهِئات بيتا مَديدة المفعول؛[185] فهو يتضمَّن إيصال طاقة حراريَّة مضبوطة إلى جدار المَسلَك الهوائيّ خلال سلسلة من تنظيرات القصبات.[185][186] على الرُّغم من أنَّها قد تزيد معدَّل السَّورات خلال الأشهر القليلة الأولى لكن يظهَر أنَّها تُقَلِّل المعدَّل اللَّاحِق، وتبقى التأثيرات ما بعد سنة واحدة غير معروفة.[187]
- أوحت بعض الأدلَّة بأنَّ المُعالَجة المَناعيَّة تحت اللِّسان عند اللَّذين لديهم التهاب الأنف التَّحسُّسيّ والرَّبو تحسِّن حالتهم الصحيَّة.[188]
- قد يكون أوماليزوماب مُفيدًا أيضًا عند مَن ضَبطهُم للرَّبو التَّحسُّسيّ ضعيف.[189]
- من غير الواضح فيما إذا كان ضغط التهوية الإيجابيّ غير الباضِع عند الأطفال قيد الاستعمال، فليس هنالك دراسات كافية.[190]

### الطب البديل
العديد من الأشخاص المُصابين بالرَّبو حالهم كحال المُصابين باضطرابات مُزمنة أُخرى يستخدمون عِلاجات بَديلة؛ أظهَر المَسْح أنَّ ما يُقارِب 50℅ يستعملون شكلًا عِلاجيًّا غير اعْتِيادِيّ. وبيانات قليلة تَدعَم فَعاليَّة أغلب هذه العِلاجات، فالأدلَّة -على سبيل المِثال- لا تدعم استعمال الفيتامين ث، لكن هُنالك دَعمٌ بَدئيّ لاستعمالها في التَّشَنُّج القَصَبِيّ المُحرَّض بالتمارين. وبالنِّسبة لمرضى الرَّبو الخفيف إلى المعتدل فالعلاج بالمُتَمِّم القوتيّ فيتامين د عادةً ما يُخَفِّف خطر سَورات الرَّبو.
لا يُنصَح بالوَخْز الإبْرِيّ كعلاج بسبب عدم وجود أدلَّة كافية تدعم استعماله. ولم تُبْدِ مُؤَيِّنات الهَواء أيّ دليل على تخفيف أعراض الرَّبو أو مَنفعة لوظيفة الرِّئة؛ يُطبَّق الأمر على كِلا مُولِّدات الأيونات الموجبة والسَّالبة.
من العِلاجات اليدويَّة الَّتي لها دلائِل تدعم استعمالها لعلاج الرَّبو، مُناوَرات اعتِلال العظم والمُياداة والمُعالجة الفيزيائيَّة والمُعالجة التَّنفُّسيَّة. ويمكن لتقنيَّة تنفُّس بوتيكو في ضبط فَرْط التَّهْوِيَة أن تؤدِّي لتقليل استعمال الأدوية، ورغم ذلك ليس للتقنيَّة أيّ تأثير على وظيفة الرِّئة. لهذا السَّبب لم يجد الخبراء أنَّ الأدلَّة كافية لدعم استعمالها.

## مَآل المرض
| لا بيانات <100 100–150 150–200 200–250 250–300 300–350 | 350–400 400–450 450–500 500–550 550–600 >600 |

وفيَّات الرَّبو من كلّ مليون شخص في 2012
0–10
11–13
14–17
18–23
24–32
33–43
44–50
51–66
67–95
96–251

التكلفة المَعيشة السَّنويَّة المُتكيِّفة مع الإعاقة للرَّبو من كلّ 100000 مواطِن في 2004.
لا بيانات
<100
100–150
150–200
200–250
250–300
300–350
350–400
400–450
450–500
500–550
550–600
>600

مَآل المرض عمومًا جيِّد خاصَّة للأطفال ذوي الرَّبو الخفيف، ولقد قلَّ عدد الوفيَّات خلال العقود الأخيرة الماضية بسبب التَّعَرُّف الجيِّد على المرض والتَّحسُّن في الرِّعاية الصِّحيَّة؛ ففي عام 2010م، كان مُعَدَّل الوفيَّات 170 في المليون بالنِّسبة للذكور و90 في المليون بالنِّسبة للإناث، وتختلف المُعَدَّلات بين البُلدان بحوالي 100 ضِعْف.
سَبَّبَ عالميًّا عَجْزًا مُعتدلًا أو وَخيمًا في 19‚4 مليون شخص في 2004م (16 مليون منهم في بُلدان مُنخَفِضَة أو مُتَوسِّطة المَدْخول). ونصف الحالات المُشَخَّصَة بالرَّبو خلال الطُّفولة لا يحافظون على التشخيص بعد عقدٍ من الزَّمن، فلا يُعرف فيما إذا كانت التَّغيُّرات المُشاهَدة على الطَّريق التَّنفُّسيّ تُمَثِّل تغيُّرات نافعة أم ضارَّة. لقد بدا أنَّ العلاج المُبَكِّر بالستيرويدات القِشريَّة يَمنَع أو يُخَفِّف من انْحِطاط وظيفة الرِّئة، لكن يبقى للرَّبو عند الأطفال تأثيرات سَلبيَّة على نوعيَّة حياة والديهم.

## حالات سريرية

### حالة أولى
امرأة بيضاء بعمر 48 عامًا هي ربَّة منزل، قدمت إلى المستشفى تشتكي من أَزيز وزُلَّة (عسر التنفُّس). شُخِّصت بالرَّبو قبل 12 سنة وضُبِطَ المرض باستعمال بوديزونيد 160 مكغ + فورموتيرول 4,5 مكغ مرتان يوميا، استمر العلاج التشاركيّ حتى قبل 5 شهور من زيارتها للعيادة الطبيَّة. عانت من نوبة ربو حادَّة في ذلك الوقت حيث كان الأزيز لا يتوافق مع النَّشاط البدنيّ واستمر هذاَّ الحال لشهور عديدة. ولم ينجح العلاج باستعمال بوديزونيد 320 مكغ + فورميترول 9 مكغ مرتان يوميا بالتشارك مع مونتيلوكاست 10 ملغ/اليوم وستيرويد فمويّ (30–40 ملغ/اليوم من بريدنيزولون)، نُصحت بالتوجه لعيادة المستشفى بسبب فشل ضبط الرَّبو خلال هذه الفترة لتقييم حالتها والعلاج بضد الغلوبولين المناعيّ E (بالإنجليزية: anti-IgE)‏ المُسَمَّى أوماليزوماب.
تاريخها الطبِّي مثير للاهتمام فلقد استأصلت الزَّائدة واستأصلت الباسور، وكانت تأخذ هرمون الدرق لإصابتها بالتهاب الدرق لهاشيموتو وأيضًا أخذت الكالسيوم لتخلخل العظم.
كانت علاماتها الحيوية مستقرة، فمعدل نبضات قلبها 76 ضربة بالدقيقة ودرجة الحرارة 36,5° س وضغط الدَّم 110/70 ملم زئبقي ومعدل التنفس 18 بالدقيقة. كان الفحص طبيعيًّا عمومًا عدا نقص التَسَمُّع في رئتها اليسرى.
بيَّن التصوير الشُّعاعيّ وجود عَتامَة نَقيرِيَّة يُسرى، وأظهر تنظير القصبات الأليافيّ وجود آفة ضمن القصبة تسِد لُمعة الشُّعبة الهوائيَّة اليُسرى السُّفلى، وإضافةً لذلك أظهر التَّصوير المَقطعيّ المحوسَب أيضًا آفة عُقَديَّة في نفس المكان. اجتازت المريضة اسْتِئْصال الفَصّ الأيسر السُّفليّ وتَسَلُّخًا في العقدة اللَّمفيَّة المَنصِفِيَّة، وكانت نتيجة الفحص المَرَضِيّ أنَّها مُصابة بورم سَرَطاوِيّ نَموذَجيّ. ولقد اختفت الأعراض بعد إجراء الجراحة ولم تحدث مُعاوَدة.
في الخِتام، يستلزِم تشخيص الرَّبو الحاد التأكُّد من حالة الرَّبو؛ فالأعراض غير المُتَحَكَّم بِها الَّتي تبقى بالرُّغم من العِلاج المُكافِح قد تكون سببًا في تقييم مُسبِّبات مَرَضيَّة أُخرى مثل ورمٍ سرطاويّ، وذلك قبل التفكير في تجريب علاجات جديدة.

## الوبائية
| لا بيانات <1% 1–2% 2–3% 3–4% 4–5% 5–6% | 6–7% 7–8% 8–10% 10–12.5% 12.5–15% >15% |

مُعدَّلات الرَّبو في بُلدانٍ مُختلفة من العالم في 2004.
لا بيانات
<1%
1–2%
2–3%
3–4%
4–5%
5–6%
6–7%
7–8%
8–10%
10–12.5%
12.5–15%
>15%

في 2011، أُصيب 235–330 مليون شخص حول العالم بالرَّبو، ويموت حوالي 250000–345000 شخص بالسَّنة بسبب المَرض. تختلف المُعدَّلات من بلدٍ لآخر بانتشاراتٍ تتراوَح بين 1 و 18℅، لكنَّه يشيع أكثر في الدُّول المُتقدِّمة أكثر من الدُّول النَّامية. حيثُ تُلاحَظ المُعدَّلات المُتدنيَّة في آسيا وأُوروبا الشَّرقيَّة وأفريقيا، ويشيع الرَّبو في البُلدان المُتقدِّمة بين الفِئات الفقيرة بينما وعلى العكس في البُلدان النَّامية يشيع عند الأثرياء، ويبقى السَّبب لهذه الاختلافات مَجهولًا أو غير مُحَدَّدٍ بِدقَّة. تُمَثِّل الدُّول مُنخفضة أو متوسِّطة الدَّخل أكثر من 80℅ من إجمالي عدد الوفيَّات.
على الرُّغم من شيوع الرَّبو بين الذُّكور بحوالي الضِّعفين عمَّا هو بين الإناث، يحدث الرَّبو الوَخيم بنسبٍ مُتساوية. لكن تَبَيَّن وعلى النَّقيض من ذلك أنَّ نِسَب إصابة النِّساء البالِغات أعلى مِمَّا هو عند الرِّجال، وهو أكثر شيوعًا عند الفَتيِّين أكثر من الكِبار في السِّن. أمَّا بالنِّسبة للأطفال، كان الرَّبو السَّبب الأكثر شيوعًا لإدخالهم إلى المُستشفى بعد زيارتهم لقسم الطوارِئ في الولايات المُتَّحدة سنة 2011.
لوحِظ ازدياد نِسَب الرَّبو العالميَّة بين 1960 و 2008، مِمَّا جعله يُصنَّف كمُشكلة صِحِّيَّة عُمومِيَّة رئيسيَّة منذ السبيعينيَّات (~1970). ولقد استقرَّت نِسَب الرَّبو في العالَم المُتَقَدِّم منذ منتصف التسعينيَّات (~1990) تزامُنًا مع الزِّيادات الأساسيَّة في العالم النَّامي، حيثُ يؤثِّر الرَّبو بحوالي 7℅ من سُكَّان الولايات المتَّحدة  و 5℅ من سُكَّان المملكة المتَّحدة بينما كندا وأُستراليا ونيوزيلندا حوالي 14–15℅.

## الاقتصاد
بين عامي 2000 و 2010، كان متوسِّط تكلفة كل إقامة بالمُستشفى بسبب الرَّبو للطفل الواحد في الولايات المتَّحدة حوالي 3600$، بينما زادت بالنسبة للبالغين من حوالي 5200$ إلى 6600$. وفي 2010، كان ميديكيد (برنامج المُساعدة الطبية للفقراء) أكثر دافِعٍ مُتكرِّر أساسيّ للأطفال والبالغين اللَّذين أعمارهم بين 18–44 عامًا في الولايات المتَّحدة؛ وكان التأمين الصِّحِّي الخاص ثاني أكثر دافع متكرِّر. في نفس العام 2010، كانت نِسَب الإقامة (المُكوث) في المُستشفى للأطفال والبالغين من المُجتمعات منخفضة الدَّخل في الولايات المتَّحدة أعلى من أولئك في المُجتمعات الأعلى دَخلًا.

## التاريخ

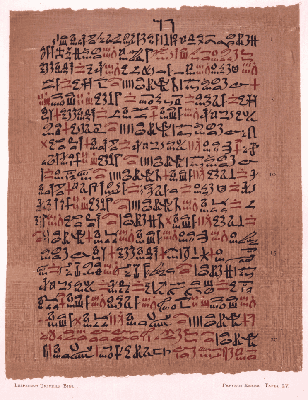
تُفَصِّل بردية إبيرس علاج الربو.

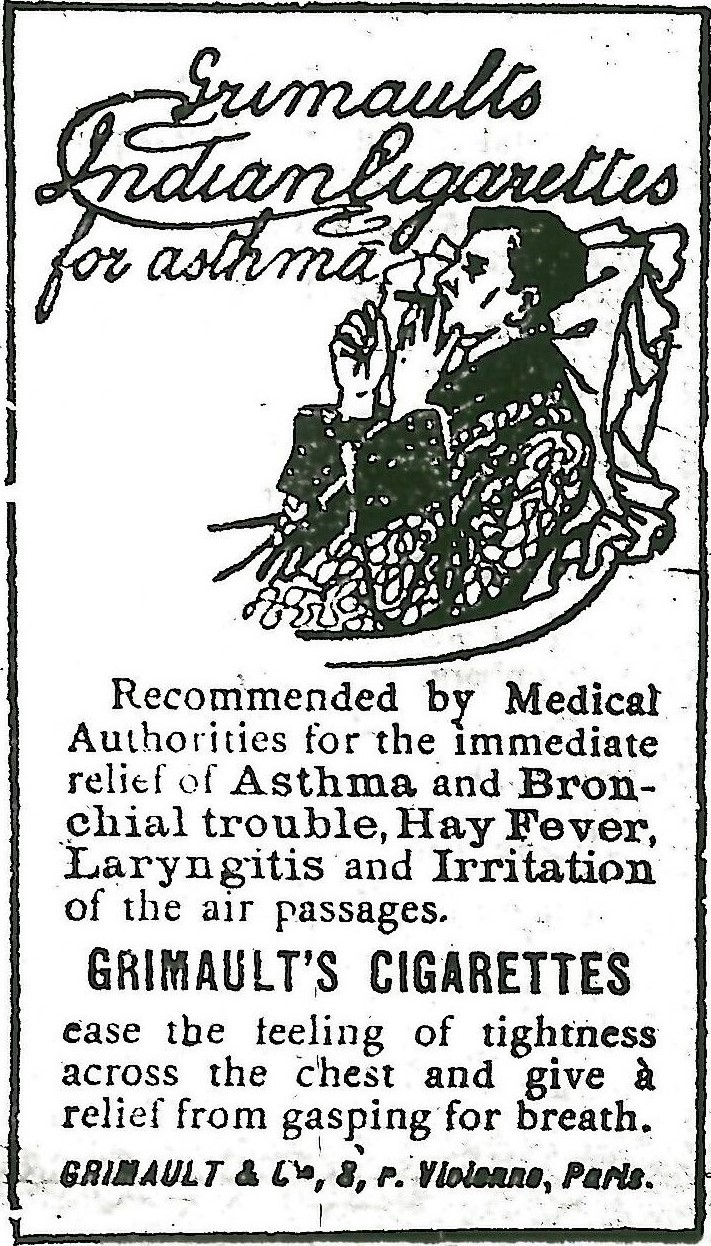
إعلان عام 1907 لسجائر جريمولت الهنديَّة كوسيلة لتخفيف الرَّبو، تحتوي على نبتتي ست الحسن والقِنَّب الهنديّ.

عرف الربو في مصر القديمة وعولج بشرب مزيج من البَخُور عرف باسم كيفي. سَمَّاه أبقراط رسميًّا كمشكلة تنفسيَّة مُحدَّدة في 450 ق.م، بكلمة إغريقيَّة للـ«لُهاث» واضعًا الأساس للاسم الحديث. اعتقد في سنة 200 ق.م أنَّ للمرض علاقة بالمشاعر، وكتب الفيلسوف والطبيب اليهوديّ موسى بن ميمون في القرن الثاني عشر دِرَاسَة حول الرَّبو باللُّغة العربيَّة، معتمدًا جُزئيًّأ على المَصادر العربيَّة، حيث ناقَش الأعراض والأغذية والوسائل الأُخرى للعلاج مؤكِّدًا على أهميَّة المُناخ والهواء النَّقي.
في عام 1873 حاولت أُولى الأوراق البحثيَّة حول موضوع الرَّبو في الطب الحديث شرح الفيزيولوجيا المرضيَّة للمرض في حين أفادت ورقة بحثيَّة أنَّه يمكن علاج الرَّبو بتدليك الصدر بمَروخ الكلوروفورم. وكانت من العلاجات الطبيَّة المستعملة في عام 1880 إعطاء جرعات وريديَّة من دواء يدعى بيلوكاربين، وفي عام 1886 افترض فرانك هَنتنغتون بوسورث وجوت صلة بين الرَّبو وحُمَّى الكَلأ. نُصِح باستعمال الإبنفرين أوَّل مَرَّة لعلاج الرَّبو في عام 1905، وبدأ استعمال الستِيرويدِات القِشْرِيَّة الفمويَّة لعلاج هذه الحالة في الخمسينيَّات من القرن العشرين ~1950 في حين شاع استعمال الستِيرويدِات القِشْرِيَّة الاستنشاقيَّة ومُضاهئات بيتا قصيرة الأمد في الستينيَّات من القرن العشرين ~1960.
من الحالات المعروفة والموثَّقة جيِّدًا في القرن التاسع عشر هي حالة ثيودور روزفلت الشاب (1858–1919)، ففي ذلك الوقت لم يكن هناك أيّ علاج فعَّال. كان جسمه ضعيفًا بسبب حالته الصحيَّة المتدهورة نتيجة الرَّبو؛ فقد عانى من نوبات ربو ليليَّة متكررة وشعور بالاختناق حتّى الموت مسبِّبةً الرُّعب للطفل وأبويه.
عرف الربو خلال الفترة بين ~1930 إلى ~1950 كأحد الأمراض النَّفسانيَّة «السبعة المُقَدَّسة»، واعتقد أنَّ سببه نَفْسانيٌّ حيث اعتمِد في علاجه غالبًا على التَّحْليل النَّفْسِيّ وعلاجات أخرى عبر المُحادثة. وبسبب تفسير الأطباء النفسانيين لوزيز الرَّبو على أنَّه بكاء طفلٍ مكبوت رغبةً بأمِّه، اعتبروا أنَّ علاج الاكتئاب مهمٌّ للغاية للأفراد المُصابين بالرَّبو.

## التسمية
يُطلق على الربو تسمياتٍ أُخرى أقلُ شيوعًا، ومنها:
- النِّسَمَةُ[11][232][233] أو النَّسَمَة[234]
- الأزمة[235][236]

### الأصل اللغوي
يُعرف المعجم الوسيط النِّسَمَةُ بأنها «ضَيْقُ التَّنَفُّسِ النَّاشِئِ مِنِ انْقِبَاضَاتٍ وَقْتِيَّةٍ فِي عَضَلاَتِ الشُّعَيْبَاتِ الرِّئَوِيَّةِ، وَتُسَبِّبُهُ حَسَاسِيَّةٌ ذَاتِيَّةٌ لِمَوَادَّ برُوتِينِيَّةٍ نَبَاتِيَّةٍ أَوْ حَيَوَانِيَّةٍ»، وجمعُها نَسَمٌ.